# Eustrotia flavifrons
Eustrotia flavifrons är en fjärilsart som beskrevs av Moore 1887. Eustrotia flavifrons ingår i släktet Eustrotia och familjen nattflyn. Inga underarter finns listade i Catalogue of Life.